# Broschek-Haus

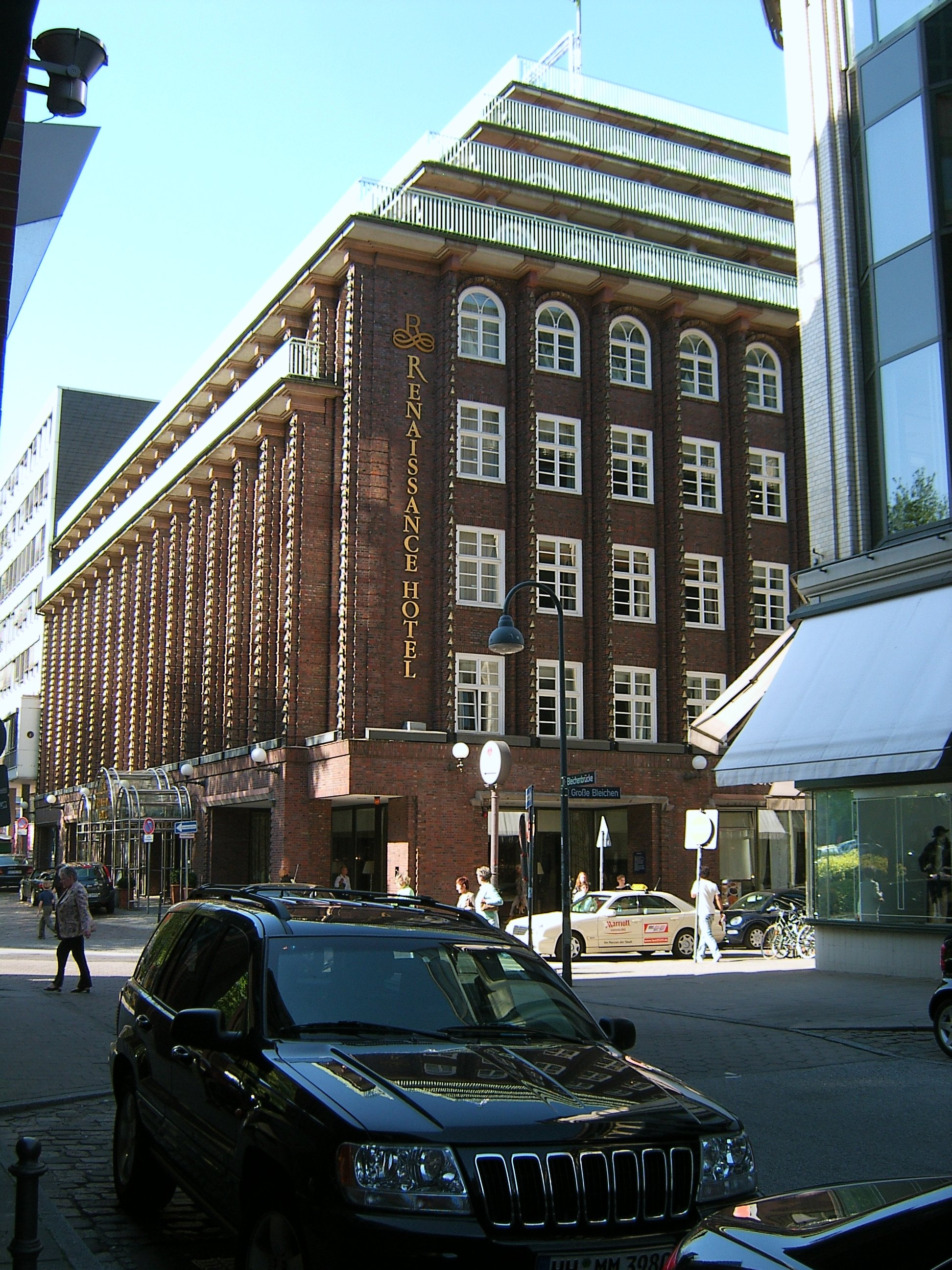
Renaissance-Hotel Hamburg. Die Höger-Bronze ist in der besonnten Säule.

Das Broschek-Haus in Hamburg ist ein 1925–26 nach den Plänen des Architekten Fritz Höger erbautes Kontorhaus, das 1980–81 durch die Architekten von Gerkan, Marg und Partner umgebaut und ergänzt wurde und heute als Renaissance Hamburg Hotel der Marriott-Gruppe genutzt wird.
Das Gebäude am Heuberg/Große Bleichen in der Hamburger Neustadt war die Betriebsstätte der Verlags- und Tiefdruckanstalt Broschek & Co., die auch das Hamburger Fremdenblatt herausbrachte.
Ursprüngliche Pläne Fritz Högers sahen für den Erweiterungsbau von Druckerei und Verlag auch die Errichtung eines knapp 65 Meter hohen Presseturmes mit Aussichtsplattform und einen Staffelgiebel am Heuberg vor, dessen Stufen die dort endenden Staffelgeschosse (entlang der Großen Bleichen) bilden sollten, was der damalige Oberbaudirektor Fritz Schumacher kritisierte. Das Gebäude blieb schließlich unvollendet, nicht zuletzt, weil dem Bauherren das  Eckgrundstück nicht gehörte, auf dem bis zur Kriegszerstörung ein älteres Geschäftshaus stand.
Nach Ende des Zweiten Weltkriegs wurde in dem Gebäude im Auftrag der britischen Besatzungsmacht die Tageszeitung Die Welt produziert.

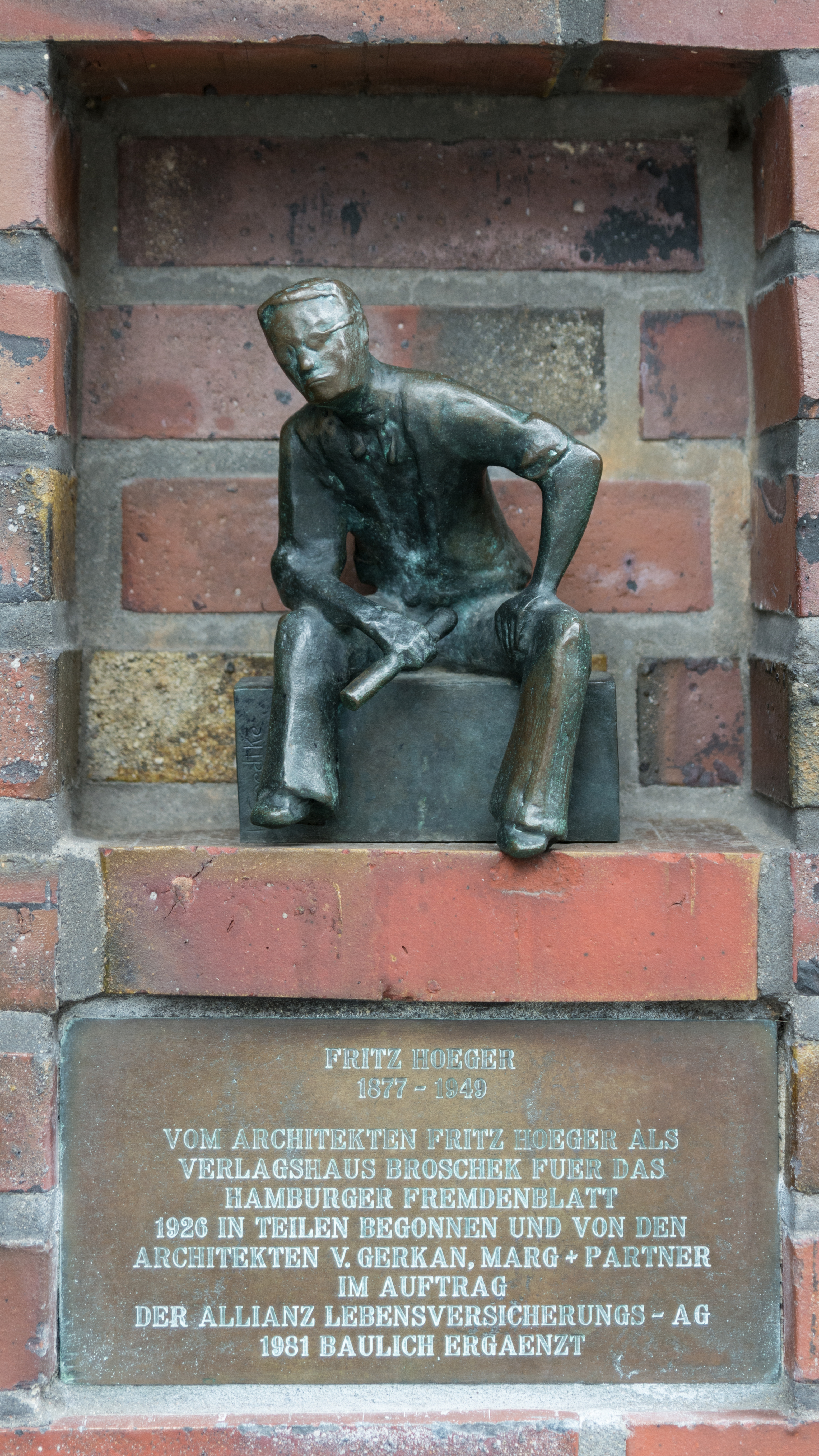
Nahaufnahme der Bronzefigur von Fritz Höger

Zeitgleich mit der vollständigen Umgestaltung des gesamten Straßenblockes zur Einkaufspassage Hanse-Viertel (ebenfalls durch Architekten von Gerkan, Marg und Partner) wurde das Broschek-Haus 1980–81 zum Ramada Hotel umgebaut. Dabei wurde die Fassade der Gebäudeecke nach dem historischen Vorbild der an den beiden Straßen stehenden Flügel, also „mit einer weniger dramatischen Lösung“ – und damit im Sinne Schumachers – geschlossen. Der mit goldglasierten Keramikpyramiden geschmückte Bau erhielt bei dem Umbau in einer kleinen Wandnische eine Bronzefigur von Karlheinz Goedtke, die Fritz Höger darstellt.
Diese außergewöhnliche Art des Weiterbauens, u. a. mit Ziegeln aus der gleichen Ziegelei, die suggeriert, sie wäre dort immer geplant gewesen, wurde als „sinngemäße Rekonstruktion“ beschrieben, als zeittypische „Rückversicherung in der hamburgischen Architekturtradition.“